# Luunja
Luunja (em estoniano:  Luunja vald) é um município rural estoniano localizado na região de Tartumaa.